# 전라남도장성교육지원청
전라남도장성교육지원청(全羅南道長城敎育支援廳, Jangseong Office of Education)은 전라남도 장성군을 관할하는 전라남도교육청 산하의 교육지원청이다.
교육장은 장학관으로 보한다.

## 산하 기관

### 유치원
| - 사창유치원 | - 한마음자연생태유치원 - 장성성모유치원 |

### 초등학교
| - 동화초등학교 - 북이초등학교 - 북일초등학교 - 분향초등학교 | - 사창초등학교 - 삼서초등학교 - 서삼초등학교 | - 약수초등학교 - 월평초등학교 - 장성성산초등학교 | - 장성중앙초등학교 - 진원동초등학교 - 진원초등학교 |

### 중학교
| - 삼계중학교 - 장성남중학교 | - 장성백암중학교 - 장성삼서중학교 | - 장성여자중학교(공립 여학교) - 장성중학교(공립 남학교) - 장성황룡중학교 |

### 고등학교 (남녀공학 전환)
| - 문향고등학교 - 삼계부사관고등학교 - 장성하이텍고등학교 - 장성고등학교 |